# 라 포스트
라 포스트(La Poste)는 프랑스 본토, 5곳의 프랑스 해외 데파르트망과 생피에르 미클롱 해외 집합체에서 운영하는 프랑스의 우편 서비스 기업이다. 쌍방간 동의에 따라 라 포스트는 라 포스트 모나코를 통해 모나코에서, 또 스페인의 기업 코레오스를 통해 안도라에서 우편 서비스를 맡고 있다.
이 기업은 1994년 프랑스의 우편, 전보, 전화 서비스를 맡던 정부의 부서인 프랑스 PTT(1879년 설립)의 분할로 인해 설립되었다.

## 같이 보기
- 지도주의
- 나라별 우편 목록